# Виктория Саксен-Кобург-Готская (императрица Германии)
Виктория Аделаида Мария Луиза Великобританская (англ. Victoria Adelaide Mary Louisa, Princess Royal; 21 ноября 1840[…], Вестминстер, Большой Лондон или Лондон — 5 августа 1901[…], дворец Фридрихсхоф, Гессен) — британская принцесса, старшая дочь королевы Виктории. Супруга Фридриха III, короля Пруссии и императора Германии. Мать кайзера Вильгельма II.

## Ранние годы
Виктория родилась 21 ноября 1840 года и была первенцем королевы Великобритании Виктории и Альберта Саксен-Кобург-Готского. До рождения младшего брата (будущего Эдуарда VII) 9 ноября 1841 года маленькая Виктория была наследницей престола. Уменьшительное имя «Викки». Крёстными новорождённой принцессы стали вдовствующая королева Великобритании Аделаида Саксен-Мейнингенская, король Бельгии Леопольд I, Эрнст I, герцог Саксен-Кобург-Готский, герцог Сассекс, герцогиня Глостерская и герцогиня Кентская, её бабушка. В 1841 году королева Виктория присвоила ей титул королевской принцессы Великобритании.

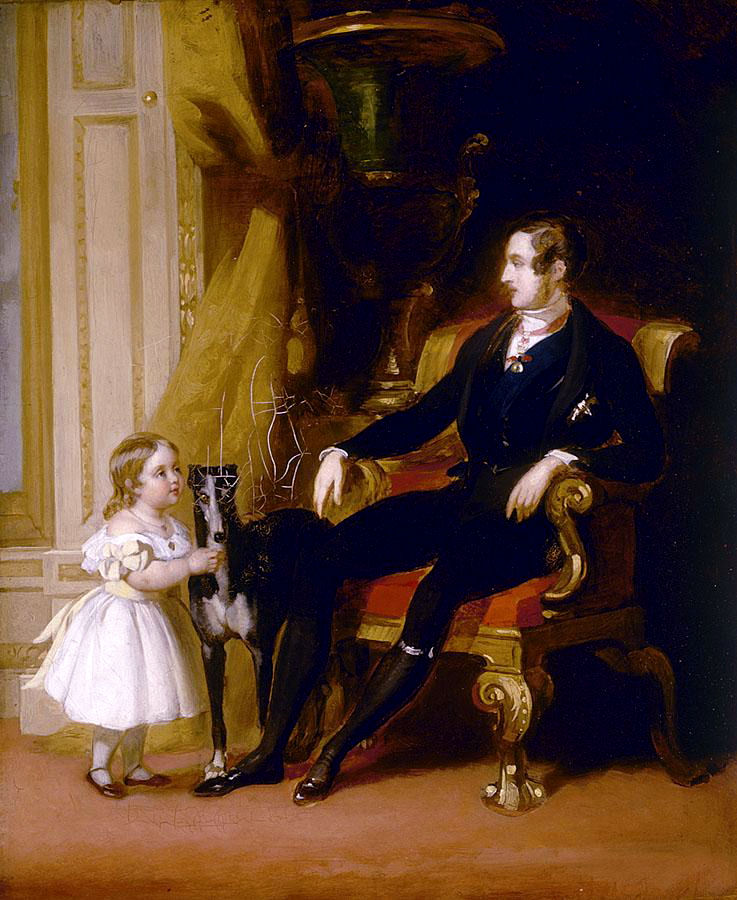
Маленькая Виктория с отцом принцем Альбертом

Обучение принцессы проходило под руководством родителей, особенно отца, который лично преподавал ей политику и философию. В возрасте пяти лет Виктория умела читать и писать по-английски, а также учила французский язык.
Одиннадцатилетняя Виктория познакомилась со своим будущим супругом прусским принцем Фридрихом в 1851 году, когда тот с родителями по приглашению королевы Виктории и принца Альберта прибыл в Лондон на первую Всемирную выставку. Она провела ему экскурсию по выставке и произвела сильное впечатление. Родители Фридриха — прусский кронпринц Вильгельм и его супруга принцесса Августа Саксен-Веймарская. Таким образом, Фридрих занимал второе место в очереди наследования трона Пруссии вслед за собственным отцом. Пара обручилась в 1855 году в Балморале, когда Виктории было 14 лет, а Фридриху — 21.
О браке Виктории и Фридриха было официально объявлено 19 мая 1857 года. 17-летняя Виктория вышла замуж по настоянию матери в Сент-Джеймсском дворце 25 января 1858 года. Брак оказался счастливым и благоприятным по династическим соображениям. Королева выразила пожелания, что брак её дочери с прусским принцем укрепит дипломатические связи Великобритании и Германии. На новую родину Виктория отправилась вместе с близкой подругой королевы Джейн Спенсер, которая сообщала Виктории о жизни дочери в течение первых нескольких недель.

## Участие в политике
В январе 1861 года после смерти бездетного короля Пруссии Фридриха Вильгельма IV на прусский престол взошёл его брат Вильгельм I, отец мужа Виктории. Фридрих и Виктория получили титул наследных принца и принцессы. Несмотря на то, что в жилах предков кронпринцессы как по линии отца, так и по линии матери текла немецкая кровь, в Пруссии её неизменно называли «англичанкой».
Считалось, что Виктория и её супруг исповедуют либеральные взгляды и надеются со временем увести Пруссию с пути авторитаризма, приблизив её к британской модели конституционной монархии.
Тем не менее, во время трёх войн за объединение Германии в единое государство Виктория и Фридрих твёрдо отстаивали национальные интересы. Такая позиция Виктории привела к размолвке Виктории с младшим братом Эдуардом и его супругой Александрой, дочерью датского короля Кристиана IX, который вёл войну с Германией за земли Шлезвиг и Гольштейн.

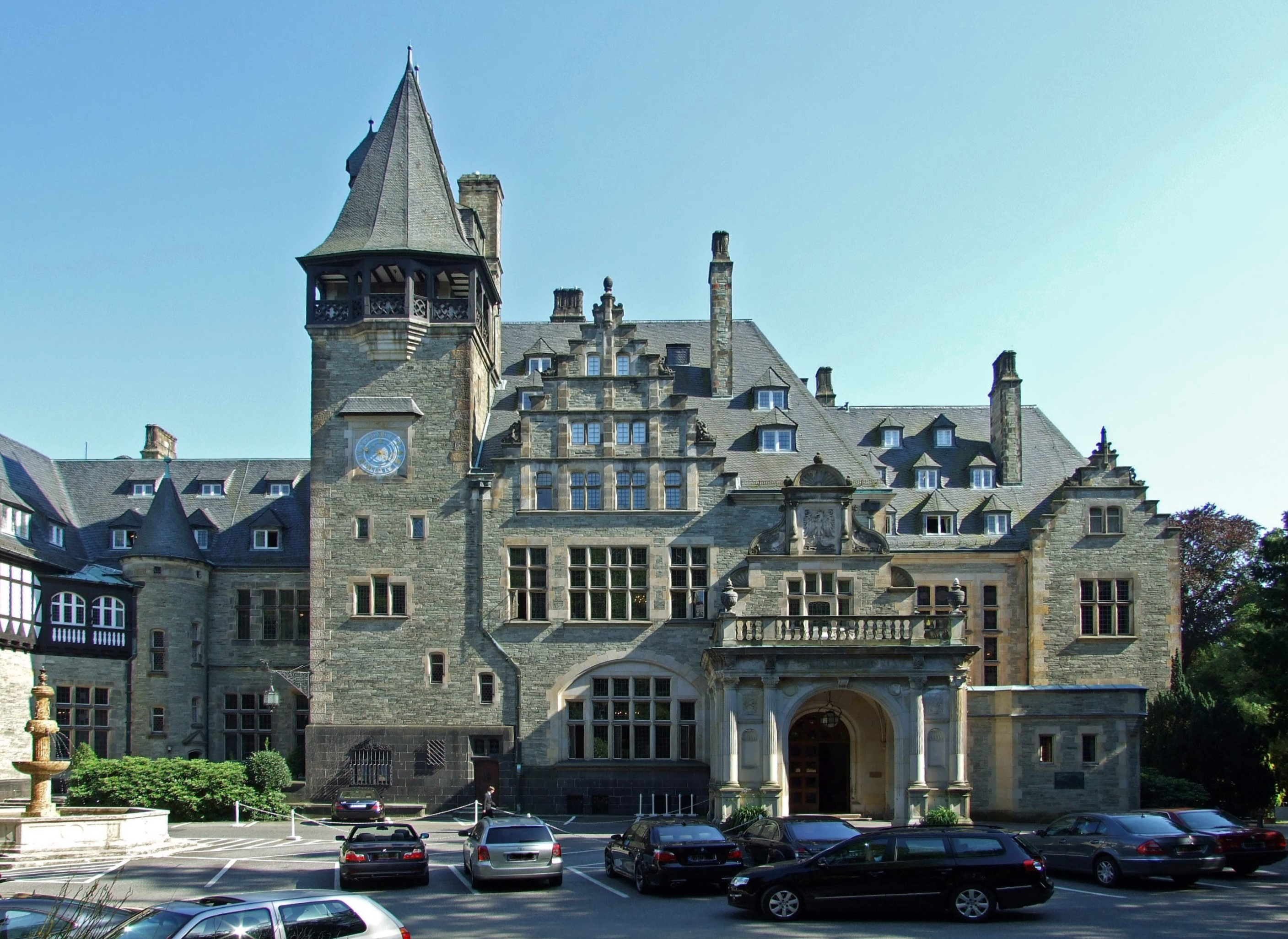
Дворец Фридрихсхоф, где Виктория оплакивала безвременно умершего супруга

9 марта 1888 году король Вильгельм I умер. Его старший сын был провозглашен императором Германии и королём Пруссии под именем Фридриха III. Виктория получила статус императрицы и королевы. К моменту восшествия на престол Фридрих был безнадежно болен раком горла, от которого умер, процарствовав всего 99 дней.
Преемником отца стал старший сын Виктории Вильгельм II, совершенно не разделявший англофильство родителей. Из-за натянутости в отношениях Виктории с сыном-императором Виктория не пожелала оставаться в столице и удалилась в построенный для неё в Кронберге дворец Фридрихсхоф.

## Вдовствующая императрица
Овдовев, императрица Виктория до конца жизни по примеру матери носила траур. Она часто навещала родную Англию и поддерживала тесные связи с матерью и братом Альбертом Эдуардом. В Германии Виктория всегда поддерживала активную переписку с матерью. Сохранилось около 4000 её писем королеве и 3777 писем матери к дочери.
В 1899 году у Виктории был обнаружен неоперабельный рак молочной железы. К осени 1900 года рак распространился и на позвоночник. Виктория умерла 5 августа 1901 года, через семь месяцев после смерти матери и была похоронена рядом с мужем и двумя умершими в детстве сыновьями в королевском мавзолее в Потсдаме 13 августа 1901 года.

### Дети Фридриха III и Виктории
| Фото | Имя                                                                             | Рождение                          | Смерть                                      | Примечание |
| --- | ------------------------------------------------------------------------------- | --------------------------------- | ------------------------------------------- | --- |
| | Кронпринц Вильгельм, позже Вильгельм II, Император Германский и король Прусский | 27 января 1859 Берлин, Пруссия    | 3 июля 1941 Дорн (Утрехт), Нидерланды       | Император с 15 июля 1888 и до своего отречения 9 ноября 1918 года. |
| Женился в 1881 на принцессе Августе Виктории Шлезвиг-Гольштейнской (1858—1921) Имели 6 сыновей и 1 дочь: Вильгельм (кронпринц Прусский) (1882—1951), Эйтел, принц Прусский (1883—1942), Адальберг, принц Прусский (1884—1948), Август Вильгельм, принц Прусский (1887—1949), Оскар, принц Прусский (1888—1958), Иоахим, принц Прусский (1890—1920) и Виктория Луиза Прусская (1892—1980) | Кронпринц Вильгельм, позже Вильгельм II, Император Германский и король Прусский | 27 января 1859 Берлин, Пруссия    | 3 июля 1941 Дорн (Утрехт), Нидерланды       | |
| Женился во второй раз (1922) на Принцессе Гермине Рейсской (1887—1947), нет детей. | Кронпринц Вильгельм, позже Вильгельм II, Император Германский и король Прусский | 27 января 1859 Берлин, Пруссия    | 3 июля 1941 Дорн (Утрехт), Нидерланды       | |
| | Шарлотта Прусская                                                               | 24 июля 1860 Потсдам, Пруссия     | 19 октября 1919 Баден-Баден, Германия       | Вышла замуж (1878) за Бернарда III, герцога Саксен-Мейнингенского, (1851—1928), , 1 дочь: Феодора Саксен-Мейнингенская (19 мая 1879 — 26 августа 1945), — первая правнучка королевы Виктории. |
| | Генрих Прусский                                                                 | 14 августа 1862 Потсдам, Пруссия  | 20 апреля 1929 Хеммемарк, Германия          | Женился (1888) на Ирене Гессен-Дармштадтской (1866—1953), дочери его тёти Принцессы Алисы имели 3 сыновей : Принц Вальдемар (1889—1945), Принц Сигизмунд и Принц Генрих (1900—1904). |
| | Принц Сигизмунд                                                                 | 15 сентября 1864 Потсдам, Пруссия | 18 июля 1866 Потсдам, Пруссия               | Умер от менингита. |
| | Принцесса Виктория                                                              | 12 апреля 1866 Потсдам, Пруссия   | 13 ноября 1929 Бонн, Германия               | Вышла замуж (1890) за принца Адольфа Шаумбург-Липпского (1859—1917), нет детей |
| Вышла замуж во второй раз (1927) за Александра Зубкова, нет детей. | Принцесса Виктория                                                              | 12 апреля 1866 Потсдам, Пруссия   | 13 ноября 1929 Бонн, Германия               | |
| | Принц Вальдемар                                                                 | 10 февраля 1868 Берлин, Пруссия   | 27 марта 1879 Потсдам, Пруссия              | Умер от дифтерии. |
| | Принцесса София, позже Королева Греции                                          | 14 июля 1870 Берлин, Пруссия      | 13 января 1932 Франкфурт-на-Майне, Германия | Вышла замуж (1889) за короля Греции Константина I (1868—1923) и имела детей (3 сына, 3 дочери): Принц Георг (1890—1947), позже Король Греции Георг I, Принц Александр (1893—1920), позже Король Греции Александр I Принцесса Елена (1896—1982), позже Королева Румынии Принц Павел (1901—1964), позже Король Греции Павел I Принцесса Ирена (1904—1974), Принцесса Екатерина (1913—2007). |
| | Принцесса Маргарита                                                             | 22 апреля 1872 Потсдам, Пруссия   | 22 января 1954 Кронберг, Германия           | Вышла замуж (1893) за Фридриха, принца Гессенского (1868—1940), позже Король Финляндии (октябрь-ноябрь 1918), имели 6 сыновей: Принц Фридрих Вильгельм (1893—1916), Принц Максимилиан (1894—1914), Принц Филипп (1896—1980) Принц Вольфганг (1896—1989) (близнецы), Принц Кристоф (1901—1943) Принц Рихард (1901—1969) (близнецы).                                                        |

## Титулы и награды

Герб Виктории Великобританской

### Титулы
- 21 ноября 1840 — 19 января 1841:[8] Её Королевское Высочество принцесса Великобританская и Ирландская, принцесса Саксен-Кобург-Готская
- 19 января 1841 — 25 января 1858: Её Королевское Высочество королевская принцесса Великобритании
- 25 января 1858 — 2 января 1861: Её Королевское Высочество принцесса Прусская
- 2 января 1861 — 18 января 1871: Её Королевское Высочество кронпринцесса Прусская
- 18 января 1871 — 9 марта 1888: Её Императорское и Королевское Высочество кронпринцесса Германии и Пруссии
- 9 марта 1888 — 15 июня 1888: Её Императорское и Королевское Величество германская императрица и королева Пруссии
- 15 июня 1888 — 5 августа 1901: Её Императорское Величество вдовствующая императрица Германии и королева Пруссии

### Награды
Королевство Пруссия
- Орден Чёрного орла с цепью (9 марта 1888)[9]
- Орден Луизы 1-го класса[10]
- Крест «За заслуги для женщин и девушек»[нем.][10]

Королевство Бавария
- Крест «За заслуги в 1870—1871 годах»[нем.][10]

Королевство Вюртемберг
- Орден Ольги (1871)[11]

Герцогства Саксен-Альтенбург, Саксен-Кобург-Гота, Саксен-Мейнинген
- Орден Саксен-Эрнестинского дома, большой крест[10]

Королевство Саксония
- Орден Сидонии[10]

Британская империя
- Орден Святого Иоанна[12]
- Орден Индийской короны (1 января 1878)[13]
- Королевский орден Виктории и Альберта 1-го класса (10 февраля 1862)[14][15]
- Крест Королевского Красного креста[16]
- Юбилейная медаль Королевы Виктории (21 июня 1887)[17]

Королевство Испания
- Орден Королевы Марии Луизы (25 января 1878)[18]

Мексиканская империя
- Орден Святого Карла[итал.], большой крест

Королевство Португалия
- Орден Святой Изабеллы (31 августа 1857)[19]

Российская империя
- Орден Святой Екатерины, большой крест (15 января 1858)[10]